# Рупал (деревня)
Рупал (англ. Rupal, урду روپل‎) — деревня на севере Пакистана, в составе территории Гилгит-Балтистан. Является частью округа Астор.

## География
Деревня находится в южной части Гилгит-Балтистана, в левобережной части долины реки Рупал (приток реки Астор), к юго-западу от города Горикот, на расстоянии приблизительно 80 километров к юго-востоку от Гилгита, административного центра территории.
Абсолютная высота — 3112 метров над уровнем моря.

## Климат
Климатические условия деревни характеризуются как влажный континентальный климат с тёплым летом (Dfb в классификации климатов Кёппена). Среднегодовое количество атмосферных осадков — 452 мм. Средние показатели температуры воздуха варьируются от −9,4 °C (в январе), до 17 °C (в июле).

## Транспорт
Ближайший аэропорт расположен в городе Чилас.